# Contea di Shelby (Illinois)
La contea di Shelby ( in inglese Shelby County ) è una contea dello Stato dell'Illinois, negli Stati Uniti. La popolazione al censimento del 2000 era di 22 893 abitanti. Il capoluogo di contea è Shelbyville.